# Lista de programas transmitidos pela Nickelodeon
Esta é uma lista de programas de televisão transmitidos pela Nickelodeon nos Estados Unidos. O canal foi testado pela primeira vez em 1º de dezembro de 1977, como um canal local experimental em Columbus, Ohio. Em 1º de abril de 1979, o canal se expandiu para uma rede nacional chamada Nickelodeon.
O primeiro programa transmitido pela Nickelodeon foi Pinwheel, uma série pré-escolar criada pela Dra. Vivian Horner, que também concebeu a ideia do próprio canal. No seu lançamento, a Nickelodeon não tinha comerciais e apresentava principalmente programas educacionais. Em 1984, o canal começou a aceitar comerciais tradicionais e introduziu uma programação mais focada no entretenimento. Em janeiro de 1988, o canal lançou um bloco matinal durante a semana para crianças em idade pré-escolar chamado Nick Jr., que transmitia Pinwheel e outras séries educacionais. Na mesma época, a Nickelodeon começou a investir em programas de animação originais, que estrearam em 1991 sob a marca "Nicktoons". Desde então, o canal tem transmitido consistentemente uma mistura de títulos originais de ação ao vivo e animados.

## Programação atual

### Programas originais
| Título                              | Data de lançamento      | Temporada atual | Nota(s)                      |
| ----------------------------------- | ----------------------- | --------------- | ---------------------------- |
| SpongeBob SquarePants               | 1 de maio de 1999       | 16              |                              |
| The Loud House                      | 2 de maio de 2016       | 10              |                              |
| Kamp Koral: SpongeBob's Under Years | 2 de abril de 2021      | 1               | [ 3 ] [ 4 ] [ 5 ] [ nota 1 ] |
| The Patrick Star Show               | 9 de julho de 2021      | 2               | [ 6 ] [ 7 ] [ 8 ]            |
| Transformers: EarthSpark            | 11 de novembro de 2022  | 1               | [ 9 ] [ nota 2 ] [ nota 1 ]  |
| Rock Paper Scissors                 | 11 de fevereiro de 2024 | 1               | [ 10 ] [ 11 ]                |
| The Fairly OddParents: A New Wish   | 17 de maio de 2024      | 1               | [ 12 ] [ 13 ] [ 14 ]         |
| Max & the Midknights                | 30 de outubro de 2024   | 1               | [ 15 ] [ 16 ]                |

#### Live-action

##### Comédia
| Título                    | Data de lançamento      | Temporada atual | Nota(s) |
| ------------------------- | ----------------------- | --------------- | ------- |
| Tyler Perry's Young Dylan | 29 de fevereiro de 2020 | 4               | [ 18 ]  |

#### Pré-escolar (Nick Jr.)
| Bubble Guppies                 | 24 de janeiro de 2011  | 6  | [ 19 ]                                                  |
| Blaze and the Monster Machines | 13 de outubro de 2014  | 7  |                                                         |
| Blue's Clues & You!            | 11 de novembro de 2019 | 4  | [ 21 ]                                                  |
| Santiago of the Seas           | 9 de outubro de 2020   | 2  | [ 22 ] [ 23 ]                                           |
| Baby Shark's Big Show!         | 11 de dezembro de 2020 | 2  | [ 24 ]                                                  |
| Face's Music Party             | 3 de junho de 2023     | 1  | [ 25 ] [ 26 ] [ 27 ]                                    |
| The Tiny Chef Show             | 9 de setembro de 2022  | 1  | [ 28 ] [ 29 ] [ 30 ]                                    |
| Bossy Bear                     | 6 de março de 2023     | 1  | [ 25 ] [ 31 ]                                           |
| Séries adquiridas              |                        |    |                                                         |
| PAW Patrol                     | 12 de agosto de 2013   | 10 | [ nota 4 ]                                              |
| Peppa Pig                      | 15 de novembro de 2013 | 7  | [ 32 ] [ 33 ] [ 34 ] [ 35 ] [ nota 4 ]                  |
| The Adventures of Paddington   | 20 de dezembro de 2019 | 3  | Mudou-se para o canal Nick Jr. após 27 de março de 2020 |
| Kiri and Lou                   | 30 de maio de 2022     | 3  |                                                         |
| Rubble & Crew                  | 3 de fevereiro de 2023 | 1  | [ 36 ]                                                  |

#### Especiais
| Título                          | Data de lançamento    |
| ------------------------------- | --------------------- |
| Nickelodeon Kids' Choice Awards | 18 de abril de 1988   |
| Nickelodeon Holiday Specials    | 5 de dezembro de 2015 |
| NFL on Nickelodeon              | 10 de janeiro de 2021 |

#### Séries adquiridas
| Título     | Data de lançamento    | Temporada atual | Nota(s)              |
| ---------- | --------------------- | --------------- | -------------------- |
| The Smurfs | 6 de setembro de 2021 | 2               | [ 37 ] [ 38 ] [ 39 ] |

## Ex-programação

### Programas originais
| Título                                      | Data de lançamento      | Data de término         | Nota(s)                                 |
| ------------------------------------------- | ----------------------- | ----------------------- | --------------------------------------- |
| Doug                                        | 11 de agosto de 1991    | 2 de janeiro de 1994    |                                         |
| Rugrats                                     | 11 de agosto de 1991    | 1 de agosto de 2004     |                                         |
| The Ren & Stimpy Show                       | 11 de agosto de 1991    | 16 de dezembro de 1995  |                                         |
| Rocko's Modern Life                         | 18 de setembro de 1993  | 24 de novembro de 1996  |                                         |
| Aaahh!!! Real Monsters                      | 29 de outubro de 1994   | 16 de novembro de 1997  |                                         |
| Hey Arnold!                                 | 7 de outubro de 1996    | 8 de junho de 2004      |                                         |
| KaBlam!                                     | 11 de outubro de 1996   | 27 de maio de 2000      |                                         |
| The Angry Beavers                           | 19 de abril de 1997     | 11 de novembro de 2003  |                                         |
| CatDog                                      | 4 de abril de 1998      | 15 de junho de 2005     |                                         |
| Oh Yeah! Cartoons                           | 19 de julho de 1998     | 23 de março de 2001     |                                         |
| The Wild Thornberrys                        | 1 de setembro de 1998   | 11 de junho de 2004     |                                         |
| Rocket Power                                | 16 de agosto de 1999    | 30 de julho de 2004     |                                         |
| As Told by Ginger                           | 25 de outubro de 2000   | 14 de novembro de 2006  |                                         |
| The Fairly OddParents                       | 30 de março de 2001     | 26 de julho de 2017     |                                         |
| Invader Zim                                 | 30 de março de 2001     | 10 de dezembro de 2002  |                                         |
| ChalkZone                                   | 22 de março de 2002     | 23 de agosto de 2008    |                                         |
| The Adventures of Jimmy Neutron, Boy Genius | 20 de julho de 2002     | 25 de novembro de 2006  |                                         |
| All Grown Up!                               | 12 de abril de 2003     | 17 de agosto de 2008    |                                         |
| My Life as a Teenage Robot                  | 1 de agosto de 2003     | 2 de maio de 2009       |                                         |
| Danny Phantom                               | 3 de abril de 2004      | 24 de agosto de 2007    |                                         |
| Avatar: The Last Airbender                  | 21 de fevereiro de 2005 | 19 de julho de 2008     |                                         |
| Catscratch                                  | 9 de julho de 2005      | 10 de fevereiro de 2007 |                                         |
| The X's                                     | 25 de novembro de 2005  | 25 de novembro de 2006  |                                         |
| El Tigre: The Adventures of Manny Rivera    | 3 de março de 2007      | 13 de setembro de 2008  |                                         |
| Tak and the Power of Juju                   | 31 de agosto de 2007    | 24 de janeiro de 2009   |                                         |
| Back at the Barnyard                        | 29 de setembro de 2007  | 12 de novembro de 2011  |                                         |
| The Mighty B!                               | 26 de abril de 2008     | 18 de junho de 2011     |                                         |
| The Penguins of Madagascar                  | 28 de novembro de 2008  | 19 de dezembro de 2015  |                                         |
| Fanboy & Chum Chum                          | 12 de outubro de 2009   | 2 de novembro de 2012   |                                         |
| Planet Sheen                                | 2 de outubro de 2010    | 15 de fevereiro de 2013 |                                         |
| T.U.F.F. Puppy                              | 2 de outubro de 2010    | 4 de abril de 2015      |                                         |
| Winx Club                                   | 27 de junho de 2011     | 10 de abril de 2016     | [ 48 ]                                  |
| Kung Fu Panda: Legends of Awesomeness       | 19 de setembro de 2011  | 29 de junho de 2016     |                                         |
| The Legend of Korra                         | 14 de abril de 2012     | 19 de dezembro de 2014  |                                         |
| Robot and Monster                           | 4 de agosto de 2012     | 4 de março de 2015      |                                         |
| Teenage Mutant Ninja Turtles                | 28 de setembro de 2012  | 12 de setembro de 2017  |                                         |
| Monsters vs. Aliens                         | 23 de março de 2013     | 8 de fevereiro de 2014  |                                         |
| Sanjay and Craig                            | 25 de maio de 2013      | 29 de julho de 2016     |                                         |
| Breadwinners                                | 17 de fevereiro de 2014 | 12 de setembro de 2016  |                                         |
| Harvey Beaks                                | 28 de março de 2015     | 29 de dezembro de 2017  |                                         |
| Pig Goat Banana Cricket                     | 16 de julho de 2015     | 11 de agosto de 2018    |                                         |
| Bunsen Is a Beast                           | 16 de janeiro de 2017   | 10 de fevereiro de 2018 |                                         |
| Welcome to the Wayne                        | 24 de julho de 2017     | 31 de maio de 2019      | [ 51 ] [ 52 ]                           |
| The Adventures of Kid Danger                | 15 de janeiro de 2018   | 14 de junho de 2020     |                                         |
| Rise of the Teenage Mutant Ninja Turtles    | 20 de julho de 2018     | 7 de agosto de 2020     |                                         |
| Middle School Moguls                        | 2 de setembro de 2019   | 29 de setembro de 2019  |                                         |
| The Casagrandes                             | 14 de outubro de 2019   | 30 de setembro de 2022  | [ 53 ]                                  |
| It's Pony                                   | 18 de janeiro de 2020   | 26 de maio de 2022      |                                         |
| Middlemost Post                             | 9 de julho de 2021      | 21 de outubro de 2022   | [ 54 ] [ 55 ] [ 56 ]                    |
| Rugrats (2021)                              | 20 de agosto de 2021    | 22 de março de 2024     | [ 57 ] [ 58 ] [ 59 ] [ nota 1 ]         |
| Star Trek: Prodigy                          | 17 de dezembro de 2021  | 5 de agosto de 2022     | [ 60 ] [ 61 ] [ 62 ] [ 63 ] [ nota 1 ]  |
| Big Nate                                    | 5 de setembro de 2022   | 22 de março de 2024     | [ 64 ] [ nota 1 ]                       |
| Monster High                                | 6 de outubro de 2022    | 24 de outubro de 2024   | [ 65 ] [ 66 ] [ 67 ] [ 68 ] [ nota 35 ] |

#### Live-action

##### Comédia
| Título                                   | Data de lançamento                   | Data de término                      | Nota(s)                            |
| ---------------------------------------- | ------------------------------------ | ------------------------------------ | ---------------------------------- |
| The Adventures of Pete & Pete            | 1989 (curtas) 9 de fevereiro de 1991 | 1990 (curtas) 28 de dezembro de 1996 |                                    |
| Hey Dude                                 | 14 de julho de 1989                  | 30 de agosto de 1991                 |                                    |
| Welcome Freshmen                         | 16 de fevereiro de 1991              | 19 de fevereiro de 1994              |                                    |
| Clarissa Explains It All                 | 23 de março de 1991                  | 1 de outubro de 1994                 |                                    |
| Salute Your Shorts                       | 4 de julho de 1991                   | 12 de setembro de 1992               |                                    |
| The Secret World of Alex Mack            | 8 de outubro de 1994                 | 15 de janeiro de 1998                |                                    |
| My Brother and Me                        | 15 de outubro de 1994                | 2 de fevereiro de 1995               |                                    |
| Kenan & Kel                              | 17 de agosto de 1996                 | 14 de janeiro de 2001                |                                    |
| Cousin Skeeter                           | 1 de setembro de 1998                | 19 de maio de 2001                   |                                    |
| 100 Deeds for Eddie McDowd               | 16 de outubro de 1999                | 21 de abril de 2002                  |                                    |
| The Brothers García                      | 23 de julho de 2000                  | 8 de agosto de 2004                  |                                    |
| Noah Knows Best                          | 7 de outubro de 2000                 | 17 de dezembro de 2000               |                                    |
| Taina                                    | 14 de janeiro de 2001                | 11 de maio de 2002                   |                                    |
| Romeo!                                   | 13 de setembro de 2003               | 23 de julho de 2006                  |                                    |
| Drake & Josh                             | 11 de janeiro de 2004                | 16 de setembro de 2007               |                                    |
| Ned's Declassified School Survival Guide | 12 de setembro de 2004               | 8 de junho de 2007                   |                                    |
| Unfabulous                               | 12 de setembro de 2004               | 16 de dezembro de 2007               |                                    |
| Zoey 101                                 | 9 de janeiro de 2005                 | 2 de maio de 2008                    |                                    |
| Mr. Meaty                                | 30 de dezembro de 2005               | 23 de maio de 2009                   |                                    |
| Just for Kicks                           | 9 de abril de 2006                   | 13 de agosto de 2006                 |                                    |
| Just Jordan                              | 7 de janeiro de 2007                 | 5 de abril de 2008                   |                                    |
| The Naked Brothers Band                  | 3 de fevereiro de 2007               | 13 de junho de 2009                  |                                    |
| iCarly                                   | 8 de setembro de 2007                | 23 de novembro de 2012               |                                    |
| True Jackson, VP                         | 8 de novembro de 2008                | 20 de agosto de 2011                 |                                    |
| The Troop                                | 12 de setembro de 2009               | 8 de maio de 2013                    |                                    |
| Big Time Rush                            | 28 de novembro de 2009               | 25 de julho de 2013                  |                                    |
| Victorious                               | 27 de março de 2010                  | 2 de fevereiro de 2013               |                                    |
| Supah Ninjas                             | 17 de janeiro de 2011                | 27 de abril de 2013                  |                                    |
| Bucket & Skinner's Epic Adventures       | 1 de julho de 2011                   | 1 de maio de 2013                    |                                    |
| How to Rock                              | 4 de fevereiro de 2012               | 8 de dezembro de 2012                |                                    |
| Marvin Marvin                            | 24 de novembro de 2012               | 27 de abril de 2013                  |                                    |
| Sam & Cat                                | 8 de junho de 2013                   | 17 de julho de 2014                  |                                    |
| The Haunted Hathaways                    | 13 de julho de 2013                  | 5 de março de 2015                   |                                    |
| The Thundermans                          | 14 de outubro de 2013                | 25 de maio de 2018                   |                                    |
| Every Witch Way                          | 1 de janeiro de 2014                 | 30 de julho de 2015                  |                                    |
| Henry Danger                             | 26 de julho de 2014                  | 21 de março de 2020                  |                                    |
| Nicky, Ricky, Dicky & Dawn               | 13 de setembro de 2014               | 4 de agosto de 2018                  |                                    |
| Max & Shred                              | 6 de outubro de 2014                 | 31 de março de 2016                  |                                    |
| 100 Things to Do Before High School      | 11 de novembro de 2014               | 27 de fevereiro de 2016              |                                    |
| Bella and the Bulldogs                   | 17 de janeiro de 2015                | 25 de junho de 2016                  | [ 70 ] [ 71 ]                      |
| Make It Pop                              | 26 de março de 2015                  | 20 de agosto de 2016                 |                                    |
| Talia in the Kitchen                     | 6 de julho de 2015                   | 23 de dezembro de 2015               |                                    |
| Game Shakers                             | 12 de setembro de 2015               | 8 de junho de 2019                   |                                    |
| WITS Academy                             | 5 de outubro de 2015                 | 30 de outubro de 2015                |                                    |
| School of Rock                           | 12 de março de 2016                  | 8 de abril de 2018                   |                                    |
| The Other Kingdom                        | 10 de abril de 2016                  | 19 de junho de 2016                  |                                    |
| Legendary Dudas                          | 9 de julho de 2016                   | 13 de agosto de 2016                 |                                    |
| Knight Squad                             | 19 de fevereiro de 2018              | 20 de abril de 2019                  |                                    |
| Star Falls                               | 31 de março de 2018                  | 2 de setembro de 2018                |                                    |
| Cousins for Life                         | 24 de novembro de 2018               | 8 de junho de 2019                   |                                    |
| Danger Force                             | 28 de março de 2020                  | 21 de fevereiro de 2024              |                                    |
| Side Hustle                              | 7 de novembro de 2020                | 30 de junho de 2022                  | [ 72 ] [ 73 ] [ 74 ]               |
| Drama Club                               | 20 de março de 2021                  | 22 de maio de 2021                   | [ 75 ] [ 76 ]                      |
| The Barbarian and the Troll              | 2 de abril de 2021                   | 25 de junho de 2021                  | [ 77 ] [ 78 ] [ 79 ]               |
| That Girl Lay Lay                        | 20 de setembro de 2021               | 20 de março de 2024                  | [ 80 ] [ 81 ] [ 82 ]               |
| Warped!                                  | 16 de janeiro de 2022                | 31 de março de 2022                  | [ 83 ] [ 54 ] [ 84 ] [ 85 ] [ 86 ] |
| The Fairly OddParents: Fairly Odder      | 21 de abril de 2022                  | 2 de fevereiro de 2023               | [ 87 ] [ nota 1 ]                  |
| The Really Loud House                    | 3 de novembro de 2022                | 26 de novembro de 2024               | [ 88 ] [ 89 ]                      |
| Erin & Aaron                             | 20 de abril de 2023                  | 29 de junho de 2023                  | [ 90 ]                             |

##### Drama
| Título                          | Data de lançamento     | Data de término        | Nota(s)                     |
| ------------------------------- | ---------------------- | ---------------------- | --------------------------- |
| The Third Eye                   | 4 de janeiro de 1983   | 31 de maio de 1985     |                             |
| Fifteen                         | 2 de fevereiro de 1991 | 26 de junho de 1994    |                             |
| Space Cases                     | 2 de março de 1996     | 27 de janeiro de 1997  |                             |
| The Mystery Files of Shelby Woo | 16 de março de 1996    | 25 de outubro de 1998  |                             |
| The Journey of Allen Strange    | 8 de novembro de 1997  | 23 de abril de 2000    |                             |
| Animorphs                       | 12 de setembro de 1998 | 8 de outubro de 1999   |                             |
| Caitlin's Way                   | 11 de março de 2000    | 28 de abril de 2002    |                             |
| House of Anubis                 | 1 de janeiro de 2011   | 17 de junho de 2013    |                             |
| Deadtime Stories                | 3 de outubro de 2013   | 14 de novembro de 2013 |                             |
| I Am Frankie                    | 4 de setembro de 2017  | 4 de outubro de 2018   |                             |
| Are You Afraid of the Dark?     | 11 de outubro de 2019  | 13 de agosto de 2022   |                             |
| The Astronauts                  | 13 de novembro de 2020 | 15 de janeiro de 2021  | [ 91 ] [ 92 ] [ 93 ] [ 94 ] |

#### Pré escolar (Nick Jr.)

##### Séries de animações pré-escolar
| Título                             | Data de lançamento      | Data de término         | Nota(s)              |
| ---------------------------------- | ----------------------- | ----------------------- | -------------------- |
| Little Bill                        | 28 de novembro de 1999  | 6 de fevereiro de 2004  |                      |
| Dora the Explorer                  | 14 de agosto de 2000    | 9 de agosto de 2019     |                      |
| Oswald                             | 20 de agosto de 2001    | 19 de setembro de 2003  |                      |
| The Backyardigans                  | 11 de outubro de 2004   | 12 de julho de 2013     |                      |
| Go, Diego, Go!                     | 6 de setembro de 2005   | 16 de setembro de 2011  |                      |
| Holly Hobbie & Friends (especiais) | 10 de fevereiro de 2006 | 7 de setembro de 2007   | [ 96 ]               |
| Wonder Pets                        | 3 de março de 2006      | 6 de maio de 2011       |                      |
| Ni Hao, Kai-Lan                    | 7 de fevereiro de 2008  | 4 de novembro de 2011   |                      |
| Team Umizoomi                      | 25 de janeiro de 2010   | 24 de abril de 2015     |                      |
| Wallykazam!                        | 3 de fevereiro de 2014  | 9 de setembro de 2017   | [ nota 43 ]          |
| Dora and Friends: Into the City!   | 18 de agosto de 2014    | 5 de fevereiro de 2017  | [ nota 44 ]          |
| Fresh Beat Band of Spies           | 15 de junho de 2015     | 24 de fevereiro de 2016 | [ nota 45 ]          |
| Shimmer and Shine                  | 24 de agosto de 2015    | 9 de fevereiro de 2020  | [ nota 46 ]          |
| Nella the Princess Knight          | 6 de fevereiro de 2017  | 21 de julho de 2021     | [ nota 47 ]          |
| Sunny Day                          | 21 de agosto de 2017    | 1 de março de 2020      | [ nota 48 ]          |
| Butterbean's Café                  | 12 de novembro de 2018  | 1 de novembro de 2020   | [ nota 49 ]          |
| The BeatBuds, Let's Jam!           | 7 de junho de 2021      | 11 de junho de 2021     | [ 97 ] [ 98 ] [ 99 ] |

##### Série de live-action pré-escolar
| Título               | Data de lançamento     | Data de término        | Nota(s)     |
| -------------------- | ---------------------- | ---------------------- | ----------- |
| Pinwheel             | 1 de dezembro de 1977  | 6 de julho de 1990     |             |
| Eureeka's Castle     | 4 de setembro de 1989  | 30 de junho de 1995    |             |
| Nick Jr. Rocks       | outubro de 1991        | 1994                   |             |
| Allegra's Window     | 24 de outubro de 1994  | 8 de dezembro de 1997  |             |
| Gullah Gullah Island | 24 de outubro de 1994  | 9 de janeiro de 1998   |             |
| Blue's Clues         | 8 de setembro de 1996  | 6 de agosto de 2006    |             |
| Binyah Binyah!       | 2 de fevereiro de 1998 | 6 de fevereiro de 1998 |             |
| Blue's Room          | 10 de agosto de 2004   | 29 de março de 2007    |             |
| The Fresh Beat Band  | 24 de agosto de 2009   | 7 de dezembro de 2013  | [ nota 50 ] |
| Nick Jr. Puppies     | 2 de março de 2015     | janeiro de 2016        |             |
| Mutt & Stuff         | 10 de julho de 2015    | 1 de novembro de 2017  |             |
| Zoofari              | 5 de fevereiro de 2018 | 19 de outubro de 2018  | [ nota 51 ] |

### Séries adquiridas

#### Séries de animações adquiridas
- Belle and Sebastian (1984–1989)
- Danger Mouse (1984–1988; 1991–1994)
- The Adventures of The Little Prince (1985–1989)
- Bananaman (1985–1987)[103]
- Star Trek: The Animated Series (1985–1990)
- The Mysterious Cities of Gold (1986–1990)
- Spartakus and the Sun Beneath the Sea (1986–1991)
- Inspector Gadget (1987–1992; 1996–2000)
- Count Duckula (1988–1993) (co-produção)
- Doctor Snuggles (1988–1990)[104]
- Heathcliff (1988–1993)
- Looney Tunes (1988–1999)
- Nickelodeon's Most Wanted: Yogi Bear (1990–1993)[105]
- Dennis the Menace (1991–2003)
- Bullwinkle's Moose-o-Rama (1992–1996)
- Jim Henson's Muppet Babies (1992–1999)
- Underdog (1992–1994)
- The Adventures of Tintin (1994–1997)
- Beetlejuice (1994–1998)
- Gumby (1994–1996)
- Alvin and the Chipmunks (1995–1997)
- Tiny Toon Adventures (1995–1999; 2002–2004)
- Garfield and Friends (1997–2000)
- The Brady Kids (1998)
- You're on Nickelodeon, Charlie Brown (1998–2000)
- Ace Ventura: Pet Detective (1999–2000)
- The Brothers Flub (1999–2000)
- Blaster's Universe (2000)
- Pelswick (2000–2002)
- Stickin' Around (2000)
- Pinky and the Brain (2000–2003)[106]
- Animaniacs (2001–2003)
- Butt-Ugly Martians (2001–2003)
- Men in Black: The Series (2002–2003)
- Speed Racer X (2002–2003)
- Super Duper Sumos (2002–2003)
- Yakkity Yak (2003–2004)[107]
- Angela Anaconda (2004)
- 6teen (2005–2006)
- Martin Mystery (2005)
- My Dad the Rock Star (2005)
- Kappa Mikey (2006–2007)
- Shuriken School (2006)
- Wayside (2007–2008)
- Digimon Fusion (2013)
- Rabbids Invasion (2013–2017)
- Rocket Monkeys (2013)
- Alvinnn!!! and the Chipmunks (2015–2023)
- Miraculous: Tales of Ladybug & Cat Noir (2015–2016)
- Oggy and the Cockroaches (2015)
- Kuu Kuu Harajuku (2016–2017)
- Regal Academy (2016–2018)
- Mysticons (2017–2018)
- Rainbow Butterfly Unicorn Kitty (2019)
- Lego City Adventures (2019–2020)[108]
- Lego Jurassic World: Legend of Isla Nublar (2019–2020)[109]
- Ollie's Pack (2020–2021)